# Lagunillas, Villa de Ramos
Lagunillas är en ort i Mexiko.   Den ligger i kommunen Villa de Ramos och delstaten San Luis Potosí, i den centrala delen av landet, 500 km nordväst om huvudstaden Mexico City. Lagunillas ligger 2 239 meter över havet och antalet invånare är 198.
Terrängen runt Lagunillas är huvudsakligen en högslätt. Lagunillas ligger uppe på en höjd som går i nord-sydlig riktning. Runt Lagunillas är det glesbefolkat, med 15 invånare per kvadratkilometer. Närmaste större samhälle är Salitral de Carrera, 19,9 km väster om Lagunillas. Omgivningarna runt Lagunillas är i huvudsak ett öppet busklandskap.